# NGC 958
NGC 958 est une vaste galaxie spirale barrée située dans la constellation de la Baleine. NGC 958 a été découverte par l'astronome germano-britannique William Herschel en 1784.

## Caractéristiques
NGC 958 présente une large raie HI. Elle renferme également des régions d'hydrogène ionisé. 

### Distance
Sa vitesse par rapport au fond diffus cosmologique est de 5 505 ± 17 km/s, ce qui correspond à une distance de Hubble de 81,2 ± 5,7 Mpc (∼265 millions d'al).
À ce jour, 19 mesures non basées sur le décalage vers le rouge (redshift) donnent une distance de 58,932 ± 12,911 Mpc (∼192 millions d'al), ce qui est à l'extérieur des valeurs de la distance de Hubble. Notons cependant que c'est avec la valeur moyenne des mesures indépendantes, lorsqu'elles existent, que la base de données NASA/IPAC calcule le diamètre d'une galaxie et qu'en conséquence le diamètre de NGC 958 pourrait être d'environ 68,1 kpc (∼222 000 al) si on utilisait la distance de Hubble pour le calculer. 

### Luminosité dans l'infrarouge
NGC 958 une galaxie lumineuse dans l'infrarouge (LIRG). La luminosité de la galaxie de NGC 972 dans l'infrarouge lointain (de 40 à 400 µm)  est égale à 3,47 × 1010 {\displaystyle L_{\odot }} (1010,54{\displaystyle L_{\odot }}) et sa luminosité totale dans l'infrarouge (de 8 à 1 000 µm) est de 4,68 × 1010 {\displaystyle L_{\odot }} (1010,67{\displaystyle L_{\odot }}).

## Supernova
La supernova SN 2005A a été découverte dans NGC 958 le 5 janvier 2005 par J. Graham et W. Li dans le cadre du programme LOSS (Lick Observatory Supernova Search) de l'observatoire Lick. Cette supernova était de type Ia. 